# Рейкхольт (Вестюрланд)
Рейкхольт (исл. Reykholt, исландское произношение: [ˈreiːkˌhɔl̥t]; слушатьо файле) — поселение в Исландии, расположенное в долине реки Рейкьядальсау. В Средние века в этом селении жил Снорри Стурлусон — один из выдающихся деятелей Исландии.

## История

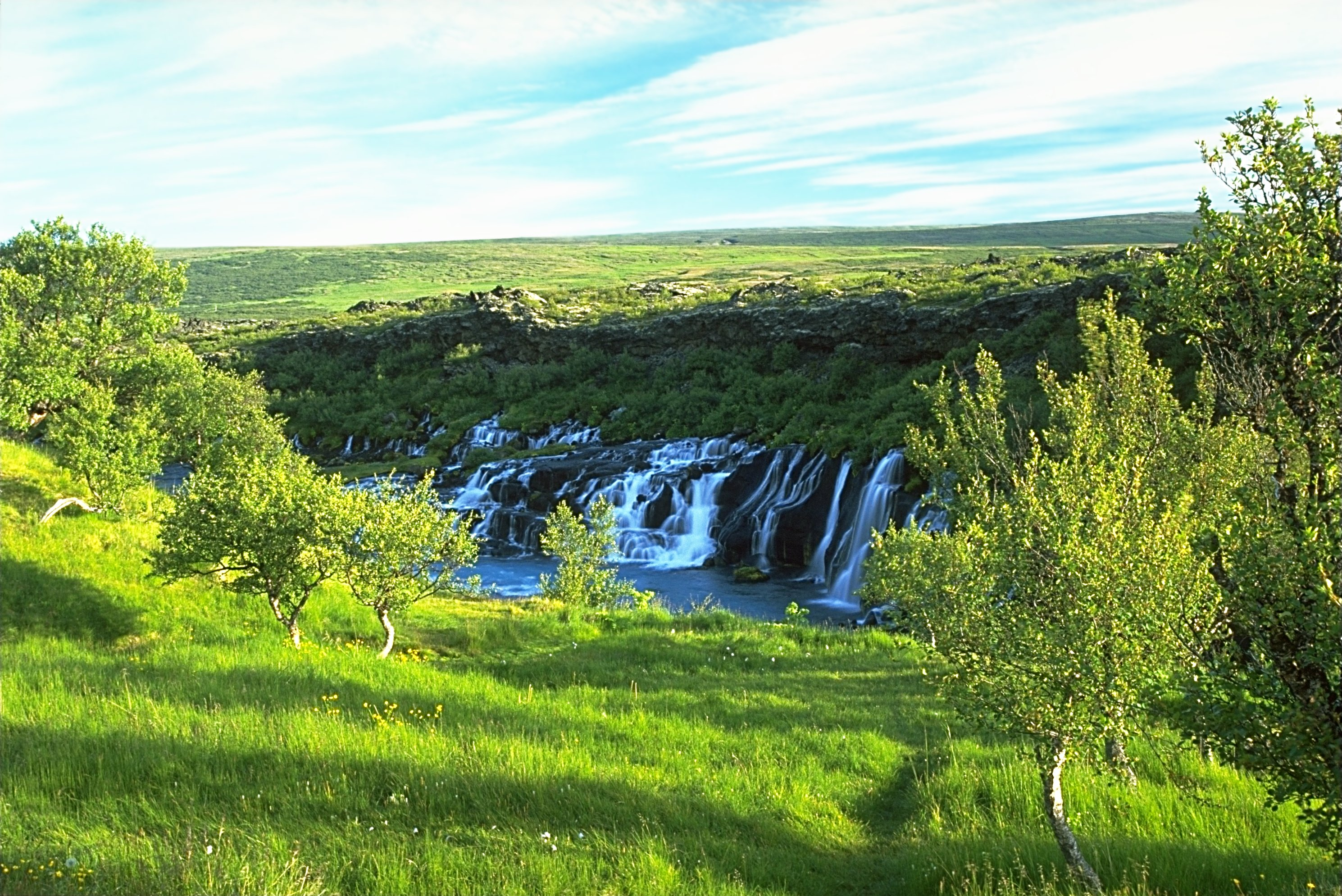
Водопад Хрёйнфоссар утром

Священник Магнус Паульссон завещал своему племяннику Снорри Стурлусону хутор Рейкхольт, в котором известный исландский скальд со своей женой и двумя детьми прожил до конца своих дней и был убит. Убийцы Снорри также сожгли и весь хутор. Рейкхольт на то время был одним из интеллектуальных центров острова и на протяжении многих лет имел одну из важнейших школ в стране.
В Рейкхольте сохранились остатки жилища Снорри, природной купальни с горячим источником и туннеля между домом и купальней. 
Спустя века исландцы решили почтить память известного земляка и в 1930 году после передачи американцем норвежского происхождения местным жителям нескольких работ Стурлусона была начата работа по созданию культурного центра и библиотеки, посвященные Снорри Стурлусону. В 80-х годах XIX века местные жители инициировали строительство нового храма и музея, как единого комплекса. В 1995 году, спустя более 8 лет церковь и музей Снорри были открыты.

## Современное состояние

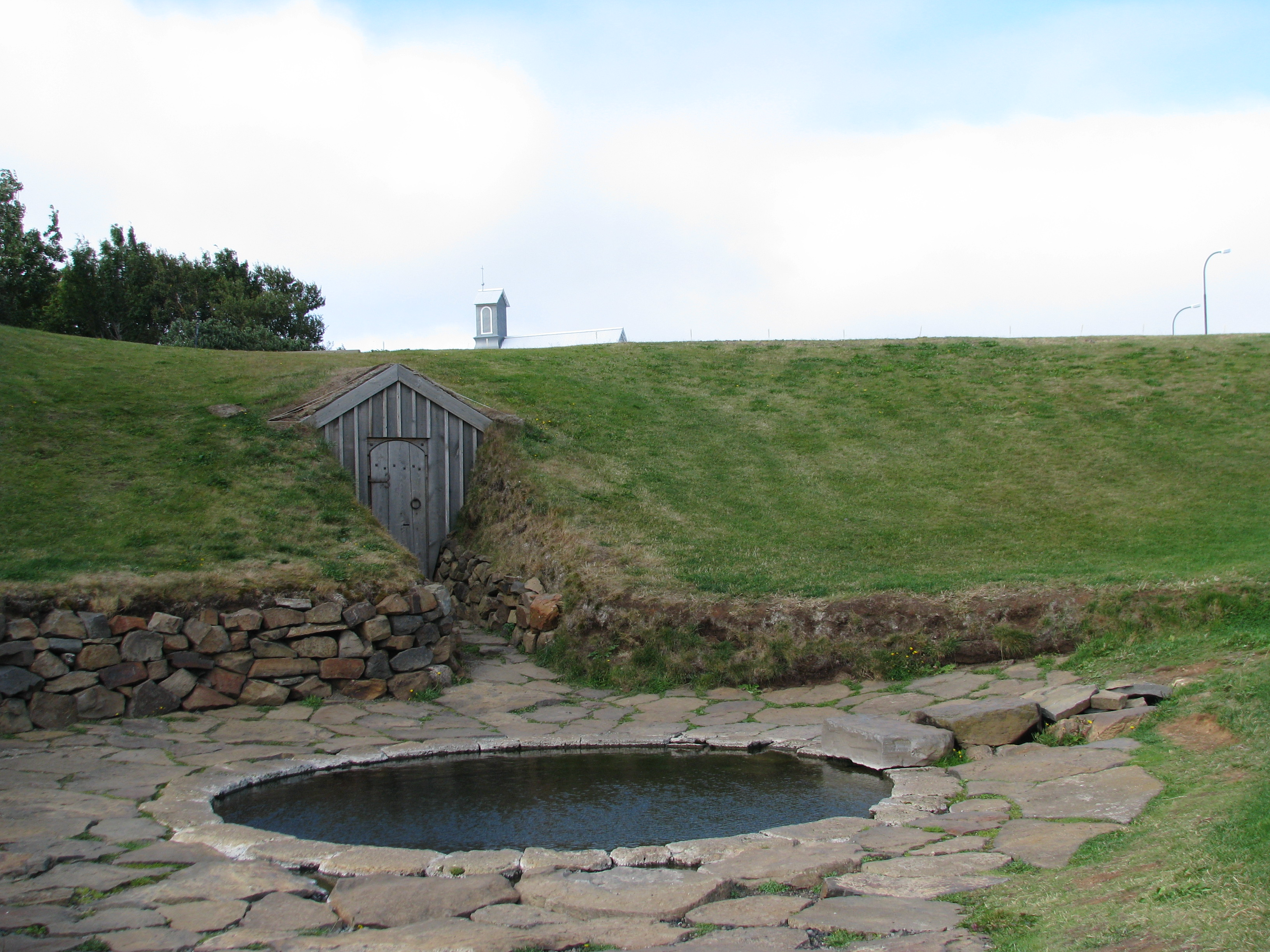
Горячий источник в Рейкхольте

Сегодня в поселении проживает около 60 жителей, кроме школы, культурного центра и библиотеки, которая сконцентрирована на изучении работ Снорри Стурлусона, в селении сохранилась старая церковь XIX века. Некогда малый хутор завоевал звание культурного центра Исландии. После улучшения транспортного сообщения Рейхольта с Рейкьявиком, селение является одним из самых популярных туристических мест в Исландии. 
В поселении проходят ежегодные фестивали музыки и другие массовые мероприятия, в том числе Reykholtshátíðin (рус. Праздник Рейкхольта), ежегодный музыкальный фестиваль, в котором акцент делается на классической музыке XVII—XIX веков. Кроме того, в окрестностях Рейкхольта археологи продолжают находить средневековые руины. Также неподалеку от Рейкхольта, японские ученые проводят исследования северного сияния.
Недалеко от Рейкхольта находятся водопады Хрёйнфоссар, одно из природных чудес Исландии.